# Коллинз, Джеймс Майкл
Джеймс Майкл Коллинз (англ. James Michael Collins ; род. 23 августа 1983, Ньюпорт) — валлийский футболист, защитник.

## Карьера
Рыжеволосый защитник родился в 1983 году в Ньюпорте. Играл за футбольную академию Ньюпорта, первое время играл за юношескую команду Ньюпорта. Затем его заприметили скауты «Кардифф Сити», и, незадолго до своего 17-летия, Джеймс подписал первый профессиональный контракт. Дебютный его матч прошёл в ноябре 2000 года, когда в Кубке Англии «Кардифф Сити» одолел «Бристоль Роверс» со счётом 5-1. Первые сезоны совершенно не котировался в команде, сыграв всего 4 игры в основном составе, но четвёртый сезон он начал очень прилично. Вскоре он стал игроком основного состава «Кардифф Сити», где составил отличную пару с защитником Дэнни Гэббидоном. В 2005 году Джеймс стал лучшим молодым футболистом Уэльса.
Игру молодого защитника заметили скауты «Вест Хэм Юнайтеда», и в 2005 году он вместе с Дэнни Гэббидоном перешёл в стан «молотобойцев». В отличие от Дэнни, Джеймс не сразу стал игроком основы «Вест Хэма». Первый свой матч за лондонцев он провёл в сентябре 2005 года против «Шеффилд Уэнсдей», который закончился победой нового клуба Джеймса со счётом 4-2. А затем больше года он в основном был игроком «скамейки». Лишь с середины сезона 2006/07, когда большая часть игроков «Вест Хэма» была подвержена травмам, Джеймс стал игроком основы. Именно его умелая и спокойная игра помогла молотобойцам сохранить прописку в элитном английском дивизионе на следующий год.
Сезон 2007/08 прошёл для Коллинза ужасно. 28 января 2008 года в матче за резервную команду «Вест Хэма» против «Портсмута» он порвал связки. Около 9 месяцев Джеймс лечился и 26 октября 2008 года вернулся в основную команду, сыграв в матче против лондонского «Арсенала». Затем перешёл в «Астон Виллу», но после трех лет вернулся в «Вест Хэма».
11 января 2019 года Джеймс Коллинз на правах свободного агента подписал контракт с клубом Ипсвич Таун . 